# Phare de Spetses
Le phare de Spetses, également appelé Phare Nisos Spetsai est situé sur l'île Spetses, dans le golfe Argolique en Grèce. Il est reconstruit en 1885 : le phare initial remonte à 1837.

## Caractéristiques
Le phare est une tour cylindrique blanche, à promité de la maison du gardien. Le dôme de la lanterne est de couleur blanche. Il s'élève à 27 mètres au-dessus de la mer Égée dans le golfe Argolique.

## Codes internationaux
- ARLHS[2] : GRE-063
- NGA : 15176
- Admiralty[3] : E 4100

## Source
(en) [PDF] List of lights radio aids and fog signals - 2011 - The west coasts of Europe and Africa, the mediterranean sea, black sea an Azovskoye more (sea of Azov) (la liste des phares de l'Europe, selon la National Geospatial - Intelligence Agency)- Version 2011 - National Geospatial - Intelligence Agency - p. 263